# Larry McCray
Larry McCray (Magnolia, 1960. április 5. –) amerikai bluesgitáros, énekes, dalszerző.

## Pályafutása
Larry McCray az arkansasi Magnoliában született.
McCray kilenc testvére közül a második legfiatalabb volt. Egy farmon nőtt fel, a nővérétől, Clarától tanult meg gitározni. Családja 1972-ben a michigani Saginaw-ba költözött. McCray a „három királytól” (B. B. King, Freddie King és Albert King) a helyi klubokban a testvéreivel adott elő dalokat.
A középiskola elvégzése után a General Motors futószalagjánál dolgozott, majd felvette volna bemutatkozó albumát, az „Ambitiont” (1991) a Point Blank Recordsnál, egy barátja alagsori stúdiójában, Detroitban. Hamarosan turnézni kezdett Albert Collinsszal. 1993-as lemezét, a „Delta Hurricane”-t a veterán brit blues-hívő, Mike Vernon készítette.
1999-ben felvette Bob Dylan „All Along the Watchtower” című dalának feldolgozását a „Tangled Up in Blues című tribute” albumába. 2000-ben léttrhozta saját független lemezkiadóját, a Magnolia Recordsot. Ugyanebben az évben Jimmy Thackery mellett vendégként szerepelt a „Sista Monica Parker People Love the Blues” című albumán. A Magnolia 2006 közepén kiadta McCray első élő albumát (Live on Interstate 75). Ezt a lemezt a „Larry McCray” követte 2007-ben. 2015-ös turnéja a King Biscuit Blues Fesztiválon kezdődött Helena-Westen, Arkansasban, ahol McCrayt a „Sunshine Sonny Payne Blues Excellence” díjjal tüntették ki.

## Albumok
- Ambition (1990)
- Delta Hurricane (1993)
- Meet Me at the Lake with the Bluegills (1996)
- Born to Play the Blues (1998)
- Believe It (2000)
- Blues is My Business (2001)
- Live on Interstate 75 (2006)
- Larry McCray (2007)
- The Gibson Sessions (2015)
- Blues Without You (2022)

## Díjak
- 2015: „Sunshine” Sonny Payne Blues Excellence